# Jean de La Rochelle
 (janvier 2025).
Si vous disposez d'ouvrages ou d'articles de référence ou si vous connaissez des sites web de qualité traitant du thème abordé ici, merci de compléter l'article en donnant les références utiles à sa vérifiabilité et en les liant à la section « Notes et références ».
Jean de La Rochelle (Johannes de Rupella ou Johannes a Rupellis), né vers 1200 à La Rochelle (Aunis) et mort le 8 février 1245 à Paris (ou, selon d'autres sources, en 1271 à La Rochelle,) est un philosophe et théologien franciscain français.

## Biographie
Jean de la Rochelle entre dans l'Ordre franciscain à un âge précoce. Maître ès arts, élève de Guillaume d'Auxerre et de Philippe le Chancelier, il devient l'un des disciples d'Alexandre de Hales ainsi que le premier franciscain à recevoir un diplôme de théologie à l'Université de Paris (maître en théologie). Il joue un grand rôle dans l'écriture de la Summa fratris Alexandri.
En 1238, il est professeur de théologie, et travaille, en tant que tel, avec Guillaume d'Auvergne, évêque de Paris, pour discuter de la question des bénéfices ecclésiastiques. 
Selon Jean de la Rochelle, la théologie est essentiellement sagesse. Il estime que trois choses sont nécessaires à un théologien : la connaissance, la sainteté, et l'enseignement. Son principal argument est que celui qui enseigne l'Écriture doit avoir une formation doctorale solide, mais doit également incarner en lui-même la connaissance sacrée par sa bonne volonté et ses actions morales. Il est décrit par Bernard de Besse (en) comme un professeur de grande renommée, dont les écrits sont à la fois solide et extrêmement utile.
Il est l'un des adversaires d’Élie de Cortone, et, avec Alexandre de Hales, il participe aux discussions menant à l'intrigue ayant provoqué la chute d’Élie en 1239. Lorsque le chapitre 1241 du définitoire sollicite des observations sur les questions litigieuses, notamment sur la règle franciscaine, la ville de Paris demande à Jean de La Rochelle, en collaboration avec Alexandre de Hales, Robert de Bascia et Odon de Rigaud, de fournir une explication sur la Règle sainte. Leur travail reçoit l'approbation du Chapitre général de l'Ordre qui se tient à Bologne en 1242, et se fait connaître comme l'« Exposition des quatre maîtres."
Ses œuvres, la Summa de anima et Tractatus de divisione potentiarum animae sont considérés comme ses meilleurs. 
L'objectif principal de la Summa de anima est de définir la position de Jean sur l'être et l'essence dans le contexte du débat entre ceux qui défendent la théorie selon laquelle tots être créé est composé de matière et de forme, et ceux qui, comme Thomas d'Aquin, rejettent la doctrine qui attribue un caractère composite de l'âme. Jean étudie l'âme selon les quatre causes aristotéliciennes : matériel, efficace, formel, et finale. Il introduit une doctrine qui distingue l'âme en deux parties : Supérieure et inférieure. Les niveaux de l'âme sont distingués en fonction de leurs objets : les objets de raisonnement supérieur peuvent être classés en tant qu'être spirituel, et les objets de raisonnement inférieur sont classés comme corporels. 
Le Traité de John sur les divisions multiples du Pouvoir de l'âme donne une vue détaillée de sa conception de l'âme. Jean de la Rochelle est un précurseur en philosophie théologique, à une époque où les théologiens parisiens s'abstiennent d'études philosophiques. 
Le 4 décembre 1244, il prêche dans l'église des dominicains de Lyon, en présence de la curie romaine, pour le concile réuni par Innocent IV. 
Jean de la Rochelle meurt le 8 février 1245, durant la même année que son professeur Alexandre de Hales.

## Œuvre
- Tractatus de divisione potentiarum animae (ca. 1233)
- Summa de anima (ca. 1235)
- De cognitione animae separate
- De immortalitate animae sensibilis
- Summa de articulis fidei
- Summa de decem praeceptis
- Summa de virtutibus
- Summa de vitiis et peccatis
- Quaestiones disputatae de gratia
- Expositio quatuor magistrorum [Alexander de Hales, Johannes de Rupella, Robertus de Bascia, Odo Rigaldus] super Regulam Fratrum minorum, 1241-1242. Accedit ejusdem Regulae textus [auctore Beato Francisco] cum fontibus et locis parallelis

## Source
- (en) Cet article est partiellement ou en totalité issu de l’article de Wikipédia en anglais intitulé « John of La Rochelle » (voir la liste des auteurs).